# Saint-Ange Vebobe
Pour les articles homonymes, voir Vebobe.
Saint-Ange Vebobe, né le 6 juillet 1953 à Fort-de-France et mort dans la même ville le 4 septembre 2022,, est un ancien joueur international de basket-ball français, évoluant au poste d'ailier. Il mesurait  1,98 m.

## Biographie
Alors qu'il fait un stage avec les cadets de Martinique à Vichy en 1970, il est repéré par les dirigeants de la JAV, le club local qui évolue alors en première division française et qui le recrute. Il va rapidement évoluer avec l'équipe première et jouera pour le club jusqu'en 1975. Il connait dès 1973, sa première sélection en  équipe de France de basket avec laquelle il jouera jusqu'en 1979, puis de nouveau 3 fois entre 1984 et 1985 , totalisant 76 sélections. Après cinq saisons avec le club vichyssois, il signe pour le club voisin de Clermont-Ferrand pour lequel il joue deux saisons. Il part ensuite à Antibes (1977-1982) puis Villeurbanne (1982-1985) réalisant un beau parcours en coupe d'Europe des vainqueurs de coupe en 1983, seulement battu par le club italien de Pesaro en finale. Il joue une saison à Caen (1985-1986) avant de revenir pour deux saisons à Vichy puis deux autres à Avignon où il achève sa carrière en 1990. Il sera ensuite entraineur et cadre technique de la ligue de Martinique, étant ainsi le premier entraineur de Ronny Turiaf. 
Il est le père des joueurs de basket-ball Luc-Arthur Vebobe, Diego Vébobe et Marvin Vébobe.

## Carrière
- 1970-1975 :  JA Vichy  (Nationale 1)
- 1975-1977 :  Clermont (Nationale 1)
- 1977-1982 :  Antibes (Nationale 1)
- 1982-1985 :  ASVEL Villeurbanne (Nationale 1)
- 1985-1986 :  Caen (Nationale 1)
- 1986-1988 :  JA Vichy (Nationale 1 et N 1 A)
- 1988-1990 :  ES Avignon (N 1 A)

## Palmarès
- Coupe de la fédération en 1984 avec Villeurbanne
- Finaliste de la Coupe des vainqueurs de coupe en 1983 avec Villeurbanne